# Apollon XI
Apollon XI fue un crucero de Epirotiki Line, que recibió su nombre en honor al dios griego del sol, Apolo, y a la misión Apolo 11 que llevó a los primeros humanos a la Luna.

## Historial

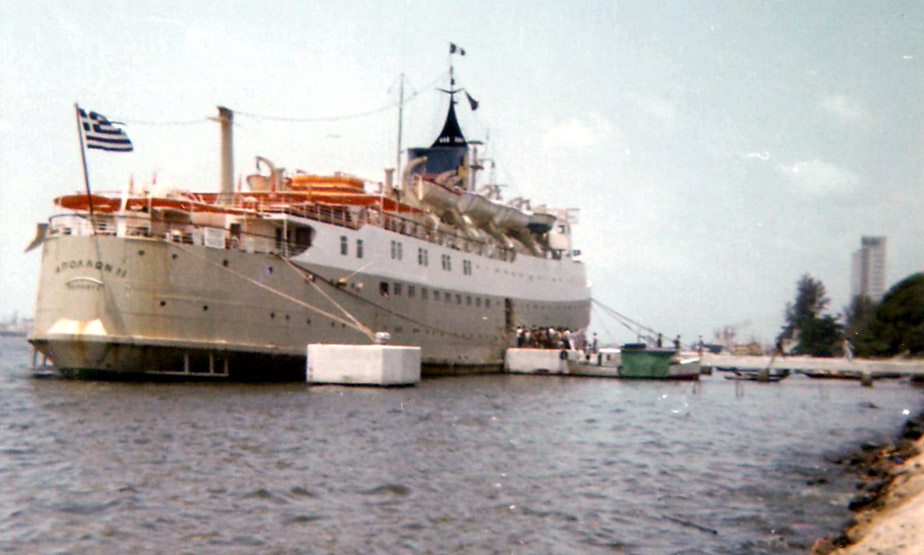
Vista trasera del Apollon XI en el año 1972.

Inicialmente fue construido como barco de pasajeros bajo el nombre de Irish Coast para Coast Lines Ltd, Glasgow. Fue fletado por Burns & Laird Lines Ltd. para el servicio entre Belfast y Liverpool, también de Cork a Fishguard, de Dublín a Liverpool y para el servicio Glasgow - Dublín - Liverpool.
En 1968 fue adquirido por Epirotiki y cambió varios nombres (Orpheus en 1968, luego Semiramis II y Achilleus en 1969) hasta que tomó el nombre definitivo Apollon XI (o Apollon 11) y fue reconstruido como crucero. Fue utilizado para cruceros en el mar Egeo, en el mar Mediterráneo, en las Antillas (mar Caribe) y en África. En 1982 fue rebautizado como Regency. El 11 de octubre de 1989 encalló debido al tifón Dan y posteriormente fue remolcado a Manila (Filipinas) para su desguace.

## En la cultura popular
El Apollon XI y otro barco de Epirotiki, el MTS Oceanos, aparecieron en la película Hardbodies 2 de 1986.